# والتر إتش برين
والتر إتش برين (بالإنجليزية: Walter H. Breen)‏ هو مؤلف ومعجب أمريكي، ولد في 5 سبتمبر 1928 في سان أنطونيو في الولايات المتحدة، وتوفي في 27 أبريل 1993 في تشينو في الولايات المتحدة بسبب سرطان الكبد.